# Yaundé
Yaundé (en francés: Yaoundé) es la capital política de Camerún desde 1922. Con 2 440 462 habitantes (censo de 2012) es, después de Duala, la ciudad más poblada del país. También es la capital de la región del Centro y del departamento de Mfoundi. En ella se encuentran los principales centros económicos y culturales del país. Asimismo se le conoce como Ongola y "la ciudad de las siete colinas". Se ubica en el corazón del país y está a cerca de 750 m s. n. m.

## Etimología
La ciudad toma su nombre del clan bantú homónimo que ocupa esa zona.

## Geografía

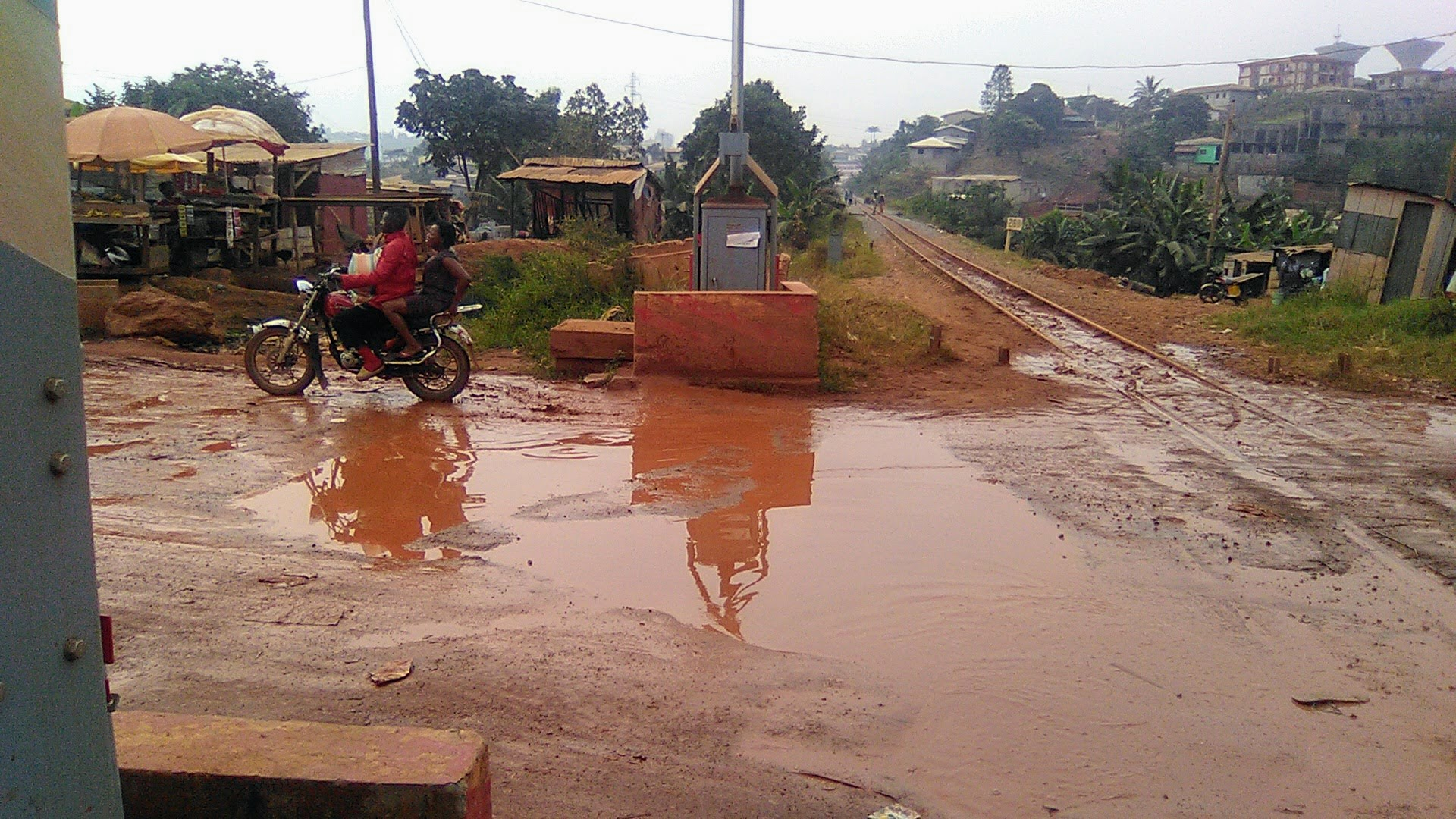
Calle inundada en marzo de 2020

La ciudad se encuentra ubicada en un conjunto de colinas coronadas por los montes Mbam Minkom (1295 m) y Nkolodom (1221m), en el noreste, y el Eloumden (1159 m) en el sudeste.
Entre sus barrios, distribuidos de manera anárquica, la vegetación ocupa un lugar relevante. Cuenta con varios parques y jardines públicos, como los que rodean el monumento a Charles Atangana, el edificio de la alcaldía o el Palacio del Congreso.
La atraviesan varios cursos de agua. Algunos ríos son el Mfoundi, el Biyeme y el Mefou.
Cerca del centro administrativo se encuentra el lago Central.

## Historia

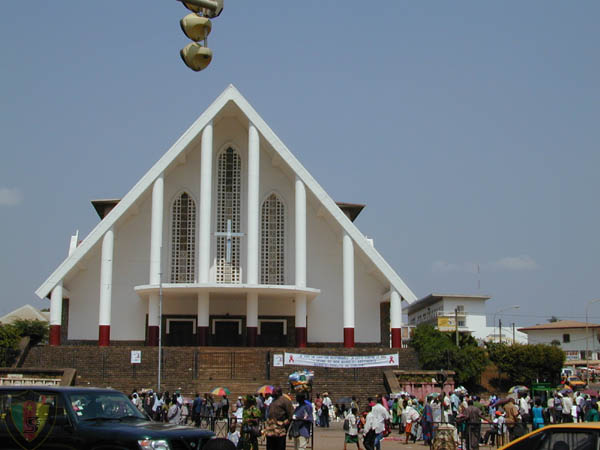
Catedral de Yaundé.

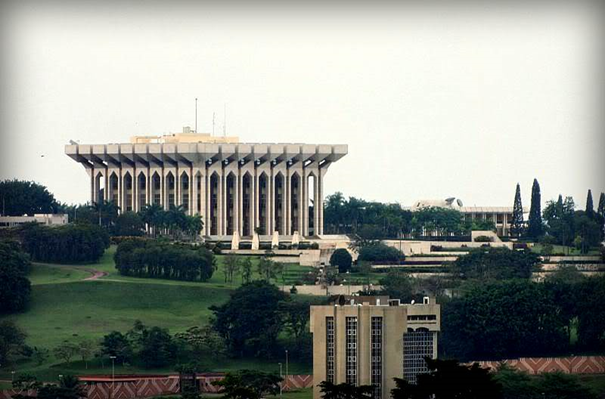
La Presidencia de la República

"Yaundé" viene de ongola que significa 'cercado', pues uno de los primeros opositores al poder colonial, Ombga Bissogo, decía ante los acogedores de los primeros blancos en 1889, que no se les debía dar más terrenos y que se encerrara la ciudad mediante una cerca. La capital fue definitivamente fundada el 30 de noviembre de 1889 por Kurt von Morgen, George Zenker y Mebenga Mebono. El primer nombre de la ciudad fue Epsum, es decir, "hogar de Essomba", o incluso N’tsonum, o sea "hogar de Essono Ela".
Fue fundada en 1888 por comerciantes alemanes como base para el comercio de marfil y como una estación para la investigación agricultora. Fue asimismo un puesto militar alemán en una colina en tierras ewondo. Se desarrolló gracias al comercio del marfil. Durante la Primera Guerra Mundial fue ocupada por tropas belgas. Después del conflicto bélico pasó a ser la capital del Camerún francés, estatus que mantuvo luego de la independencia de la nación.
El edificio más antiguo de la ciudad está situado detrás del ministerio de finanzas, cerca del cementerio alemán, y fue construido por el mayor Hans Dominik. Las primeras construcciones de Mvolyé y el palacio de Charles Atangana d’Efoulan son de principios del siglo XX.
En un principio su crecimiento fue lento, pues el éxodo rural privilegió a Duala. Pero 1957 se aceleró debido a la crisis del cacao y a los eventos traumáticos que se presentaron sobre todo en aquella región.

## Demografía
La ciudad cubre 180 km² y tiene cerca de 2.765.000 de habitantes (2015), con una densidad de 5.691 habitantes por km². La tasa de urbanización pasó del 37,8 % en 1987 al 47,2% en 1997 (MINEFI, 1997) y se espera que en 2010 dos de cada tres cameruneses vivan en la ciudad (PNGE). Se calcula que el crecimiento anual de la población es del 6,8 %.

## Economía

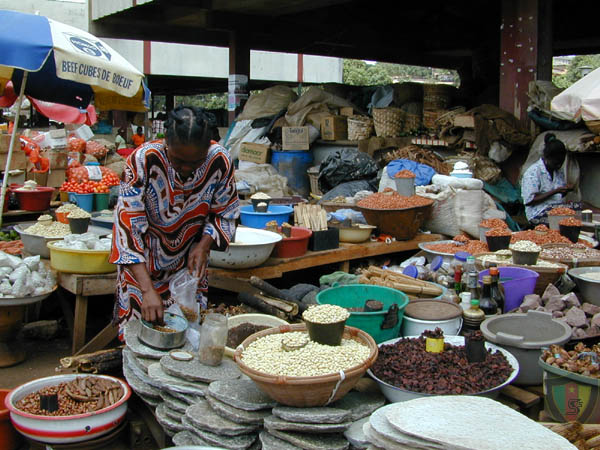
Mercado de Mfoundi.

La industria de Yaundé incluye fábricas de cigarrillos, productos lácteos, cervecerías, artículos de arcilla y vidrio y madera. Yaundé es también un centro regional para el café, el cacao, la copra, la caña de azúcar y el caucho.
La ciudad tiene numerosos mercados, siendo el de Mokolo uno de los más grandes. También existe un hipermercado en el centro de la ciudad.

## Infraestructura

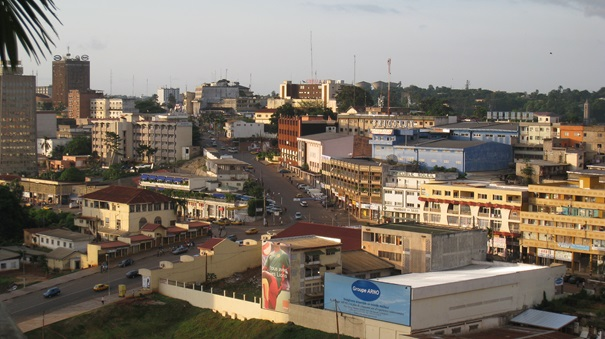
Zona financiera y hotelera de Yaundé.

El centro de la ciudad aloja oficinas gubernamentales, algunos hoteles grandes y el mercado central. En el barrio de Bastos están la mayoría de las embajadas y viven numerosos europeos, principalmente diplomáticos. El palacio presidencial se encuentra en el barrio de Etoudi. La ciudad también cuenta con edificios de moderna arquitectura.
Sus principales museos son el de Arte de Camerún (situado en un monasterio benedictino), el Nacional (ubicado en el antiguo palacio presidencial) y el Afhemi. Existe un pequeño zoológico en el barrio de Mvog-Betsi.
La selección nacional de fútbol juega sus partidos como local en el estadio Omnisport.
También es sede de varias universidades, entre las que se cuentan la Universidad de Yaundé y la Universidad Católica de África Central (UCAC).
Cuenta con varios clubes nocturnos y restaurantes.

### Transporte
Hay en la ciudad un aeropuerto internacional y líneas de ferrocarril que van hacia Duala y N'Gaoundéré. Varias compañías de buses operan desde la ciudad, particularmente en las zonas de Nsam y de Mvan. Frecuentemente buses expresos unen a Yaundé con Duala a través de una bien cuidada carretera entre ambas urbes. Sin embargo, su red vial es exigua y los embotellamientos son regulares.

## Clima
Yaundé cuenta con un clima tropical húmedo y seco, con temperaturas constantes durante todo el año. Sin embargo, sobre todo debido a la altitud, las temperaturas no son tan calientes como uno puede esperar de una ciudad situada cerca del ecuador. Yaundé cuenta con una estación de lluvias larga, cubriendo un lapso de diez meses entre febrero y noviembre. Sin embargo, hay una notable disminución de las precipitaciones en la temporada de lluvias, visible durante los meses de julio y agosto, dando a la ciudad el aspecto de tener dos estaciones lluviosas separadas. Es debido principalmente a la relativa calma en las precipitaciones durante estos dos meses que Yaundé cuenta con un clima tropical húmedo y seco, a diferencia de un clima tropical monzónico.
| Parámetros climáticos promedio de Yaundé                                              | Parámetros climáticos promedio de Yaundé | Parámetros climáticos promedio de Yaundé | Parámetros climáticos promedio de Yaundé | Parámetros climáticos promedio de Yaundé | Parámetros climáticos promedio de Yaundé | Parámetros climáticos promedio de Yaundé | Parámetros climáticos promedio de Yaundé | Parámetros climáticos promedio de Yaundé | Parámetros climáticos promedio de Yaundé | Parámetros climáticos promedio de Yaundé | Parámetros climáticos promedio de Yaundé | Parámetros climáticos promedio de Yaundé | Parámetros climáticos promedio de Yaundé |
| Mes                                                                                   | Ene.                                     | Feb.                                     | Mar.                                     | Abr.                                     | May.                                     | Jun.                                     | Jul.                                     | Ago.                                     | Sep.                                     | Oct.                                     | Nov.                                     | Dic.                                     | Anual                                    |
| ------------------------------------------------------------------------------------- | ---------------------------------------- | ---------------------------------------- | ---------------------------------------- | ---------------------------------------- | ---------------------------------------- | ---------------------------------------- | ---------------------------------------- | ---------------------------------------- | ---------------------------------------- | ---------------------------------------- | ---------------------------------------- | ---------------------------------------- | ---------------------------------------- |
| Temp. máx. abs. (°C)                                                                  | 33                                       | 33                                       | 33                                       | 36                                       | 34                                       | 32                                       | 31                                       | 34                                       | 31                                       | 33                                       | 32                                       | 32                                       | 36                                       |
| Temp. máx. media (°C)                                                                 | 29.6                                     | 31.0                                     | 30.4                                     | 29.6                                     | 28.8                                     | 27.7                                     | 26.5                                     | 26.5                                     | 27.5                                     | 27.8                                     | 28.1                                     | 28.5                                     | 28.5                                     |
| Temp. media (°C)                                                                      | 24.6                                     | 25.7                                     | 25.4                                     | 25.0                                     | 24.5                                     | 23.8                                     | 23.2                                     | 22.9                                     | 23.4                                     | 23.5                                     | 23.9                                     | 24.0                                     | 24.16                                    |
| Temp. mín. media (°C)                                                                 | 19.6                                     | 20.3                                     | 20.3                                     | 20.3                                     | 20.2                                     | 19.9                                     | 19.9                                     | 19.3                                     | 19.3                                     | 19.2                                     | 19.6                                     | 19.5                                     | 19.78                                    |
| Temp. mín. abs. (°C)                                                                  | 14                                       | 15                                       | 16                                       | 15                                       | 16                                       | 15                                       | 16                                       | 16                                       | 15                                       | 15                                       | 17                                       | 16                                       | 14                                       |
| Precipitación total (mm)                                                              | 19.0                                     | 42.8                                     | 124.9                                    | 171.3                                    | 199.3                                    | 157.1                                    | 74.2                                     | 113.7                                    | 232.3                                    | 293.6                                    | 94.3                                     | 18.6                                     | 1541.1                                   |
| Días de precipitaciones (≥ 0.1 mm)                                                    | 3                                        | 4                                        | 12                                       | 14                                       | 17                                       | 14                                       | 11                                       | 12                                       | 20                                       | 23                                       | 11                                       | 3                                        | 144                                      |
| Horas de sol                                                                          | 170.5                                    | 180.8                                    | 170.5                                    | 165.0                                    | 167.4                                    | 126.0                                    | 96.1                                     | 86.8                                     | 102.0                                    | 130.2                                    | 168.0                                    | 182.9                                    | 1746.2                                   |
| Humedad relativa (%)                                                                  | 79.5                                     | 79.5                                     | 81.0                                     | 82.0                                     | 84.0                                     | 85.0                                     | 85.5                                     | 86.0                                     | 85.5                                     | 85.0                                     | 82.0                                     | 79.0                                     | 82.83                                    |
| Fuente n.º 1: World Meteorological Organization Hong Kong Observatory (sun 1961-1990) |                                          |                                          |                                          |                                          |                                          |                                          |                                          |                                          |                                          |                                          |                                          |                                          |                                          |
| Fuente n.º 2: BBC Weather                                                             |                                          |                                          |                                          |                                          |                                          |                                          |                                          |                                          |                                          |                                          |                                          |                                          |                                          |

## Educación

### Educación superior

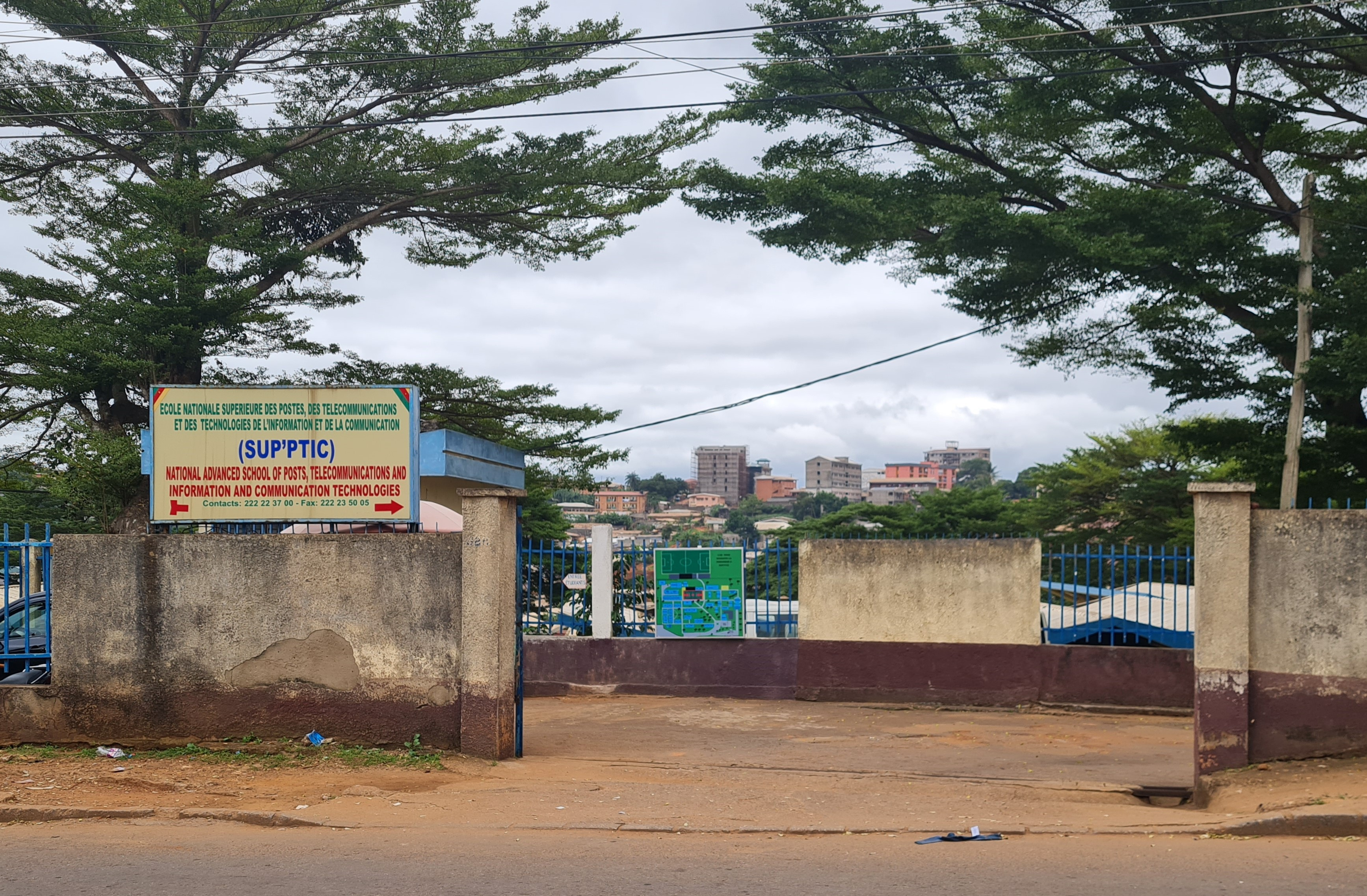
Entrada al Campus SUP'PTIC

Yaundé es la sede de dos universidades estatales: las universidades de Yaundé I, ubicada en el distrito de Ngoa-Ekellé, y Yaoundé II, ubicada en las afueras de Soa. Varias escuelas superiores están adscritas a estas universidades. Entre ellas se incluyen, entre otras, la Escuela Politécnica Superior Nacional, la Escuela Normal Superior (adscrita a la Universidad de Yaundé I), el Instituto de Relaciones Internacionales de Camerún, la Escuela Superior de Ciencias y Tecnologías de la Información y la Comunicación (ESSTIC) (adscrita a la Universidad de Yaundé II). En la ciudad se encuentran otras escuelas importantes de África Central de renombre, como la Escuela Militar Mixta (EMIA), la Escuela Nacional de Administración y Magistratura (ENAM) y la Escuela Nacional de Correos, Telecomunicaciones y TIC (SUP'PTIC)..
La educación superior privada está muy presente en la capital camerunesa. Podemos citar en particular establecimientos como:
- el Instituto PrepaVogt
- la Universidad Católica de África Central (UCAC) (inaugurada en 1991 con un centenar de estudiantes, en 2012 acogió a más de 1.500),
- la Universidad Protestante de África Central (UPAC),
- el Centro Universitario Joseph N'Di Samba,
- el Instituto Superior Siantou,
- el Instituto Superior Matamfen,

En materia de enseñanza de la informática, en Yaundé existe la filial camerunesa del Instituto Africano de Informática.
Educación secundaria
Entre los establecimientos públicos se encuentran: el Lycée Général-Leclerc, el CES de Ngoa-Ekellé, el liceo de Nkol-Eton, el liceo de Cité-Verte, el liceo de Mendong, el liceo de Biyem-Assi, la escuela secundaria de Mballa 2, escuela secundaria de Ekounou, escuela secundaria de Nkoabang, escuela secundaria técnica de Nkolbisson, escuela secundaria técnica comercial de Ngoa-Ekellé, escuela secundaria técnica de Ekounou, el liceo bilingüe de aplicación de Ngoa-Ekellé, el liceo bilingüe de Essos, el liceo bilingüe de Etoug-Ebe, el CETIC de Ngoa-Ekellé.
En Yaundé hay varios establecimientos privados de educación secundaria, entre ellos: el colegio francés Fustel-de-Coulanges situado cerca del Ayuntamiento (liceo y colegio francés), el colegio François-Xavier Vogt, el colegio de la Retraite (ambos colegios católicos), el colegio adventista de Yaundé y el complejo escolar adventista de Odza (colegios adventistas), el colegio americano, el colegio Jean-Tabi, el Père-Monti, la colega técnica Marie-Jeanne-Alégué, el seminario menor Santa Teresa de Mvolyé, así como el instituto Siantou, el instituto Samba o el colegio Montesquieu, el instituto Victor-Hugo, el colegio Amity International, la escuela académica de Excelencia, el complejo escolar Gaieté.

### Educación primaria y infantil

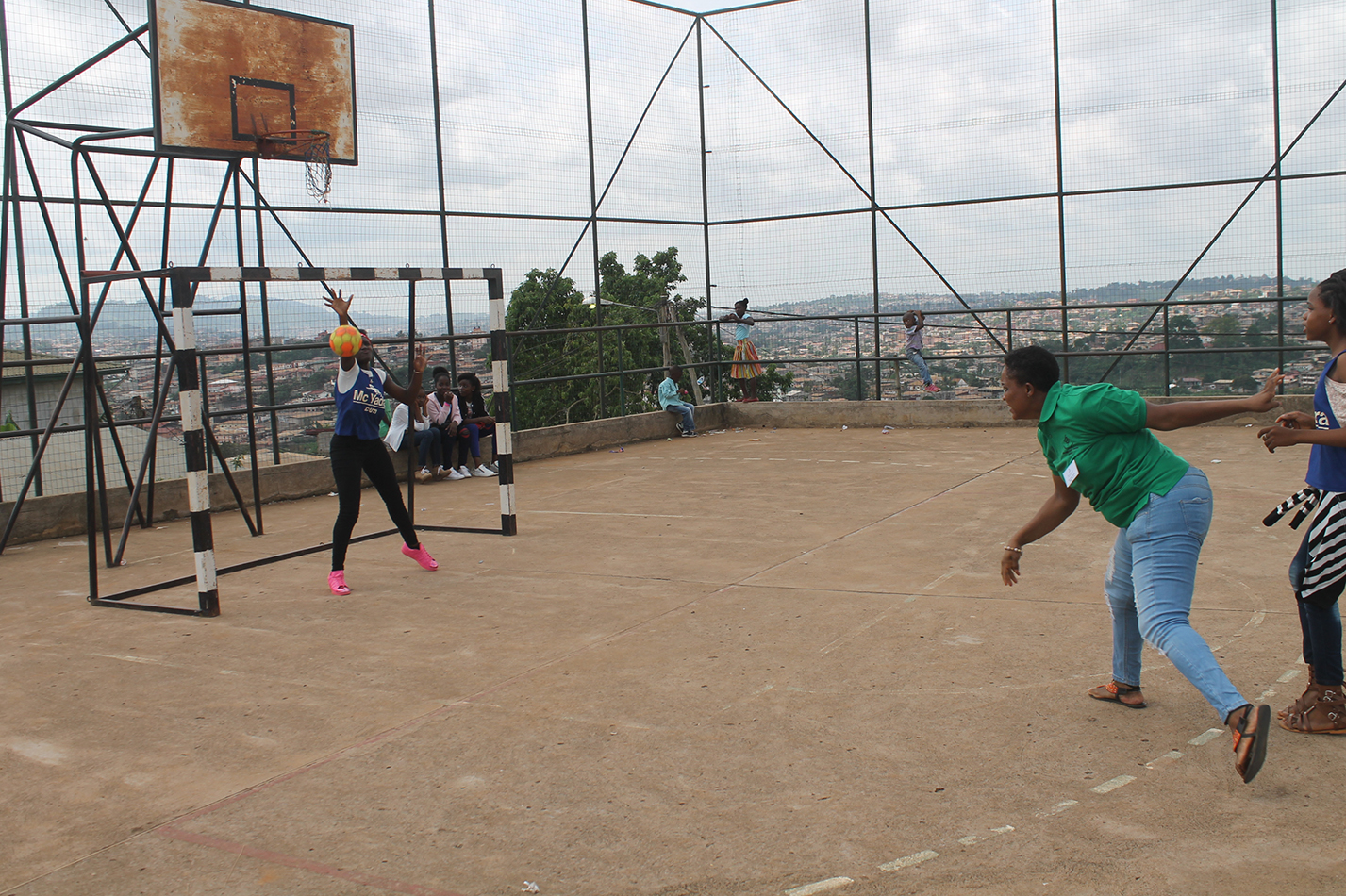
Niños jugando durante el recreo en una escuela de Yaundé.

Hay multitud de escuelas primarias y infantiles en Yaundé. A pesar de esta abundancia, las clases suelen tener más de 50 estudiantes. Las escuelas clandestinas también son muy numerosas.

### Formación profesional
En la ciudad de Yaundé existen multitud de centros de formación profesional, con vocaciones diversas. Particularmente en el campo de la hostelería, la restauración y la orientación académica, en particular Intelligentsia Corporation. Este último es un grupo que se especializa en orientación académica y preparación para los exámenes de ingreso a las principales escuelas. Es muy conocida por los cursos de preparación para las principales escuelas como la Escuela Politécnica Nacional de Yaundé, la Facultad de Medicina de Yaundé y Douala y también todas las escuelas normales de enseñanza de Camerún.

## Deportes
La selección nacional de fútbol juega frecuentemente partidos en el Ahmadou Ahidjo o Omnisport, que se encuentra en la ciudad. Además, el Gran Premio de Chantal Biya, que es una carrera ciclista profesional por etapas del UCI Africa Tour, termina en Yaundé.

## Medios de comunicación
En Yaundé conviven numerosos medios de comunicación públicos y privados, ya sean canales de televisión, canales de radio o prensa escrita.
Algunos canales de televisión cameruneses que pueden recibir en Yaundé o emitir desde Yaundé: CRTV, Spectrum Télévision (STV 1 y STV 2), Canal 2 International, Ariane TV, New TV. Sin embargo, muchos hogares reciben canales de televisión extranjeros vía cable o satélite.
Algunas estaciones de radio camerunesas que pueden recibir en Yaundé o transmitir desde Yaundé son: FM 94, RTS, Magic FM, TBC, CRTV radio poste national, CRTV radio chain du centre, radio Venus. En esta estela existen emisoras de radio temáticas como Radio Environnement (que se ocupa de la protección de la naturaleza y gestionada por la UICN en África Central), Radio “Il est script”, Radio Bonne Nouvelle, Radio Reine, Voice of the Cross, etc. (Estaciones de radio cristianas).
Algunos periódicos en papel cameruneses accesibles a la población de Yaundé son: Cameroon Tribune, Le Messager, Mutations, Nouvelle Expression, Le Jour, Repères, The Post Newspaper, The Guardian Post.
Algunos sitios de información en línea accesibles a la población son: AfricaPresse.com, CameroonOnline.org, CamerounVoice.com.

## Turismo

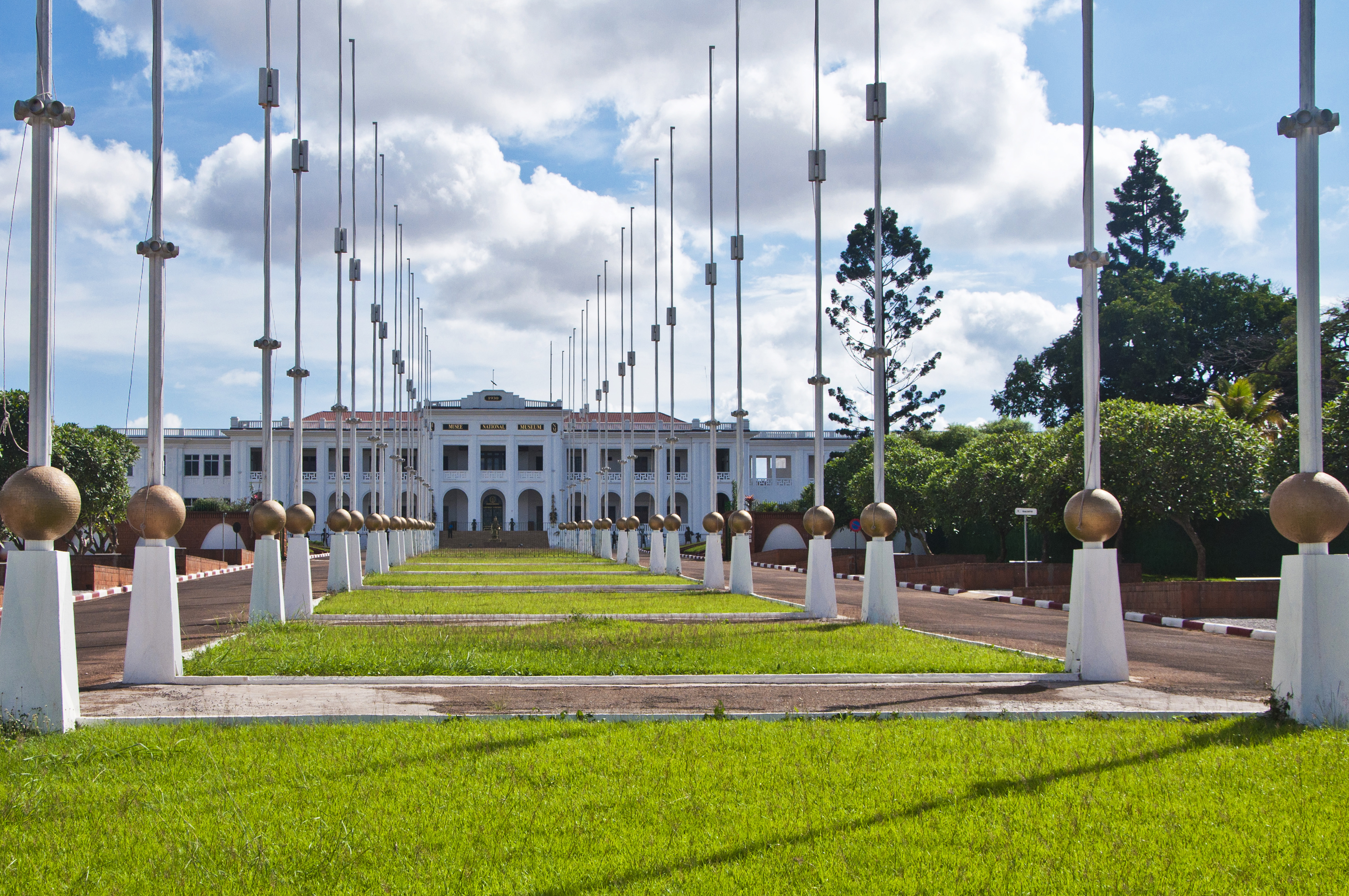
Museo Nacional de Camerún.

El Monumento a la Reunificación.

Algunos sitios o monumentos para visitar en Yaundé son:
- El Museo Nacional de Camerún, ubicado en el centro de la ciudad;
- El monumento a la reunificación, cerca de la Asamblea Nacional;
- El lago municipal de Yaundé situado en el centro administrativo;
- Monte Febe;
- El mercado de artesanía situado en Montée Anne-rouge, en el centro de la ciudad;
- El palacio de Charles Atangana (edificio histórico de la jefatura de Ewondo en Efoulan);
- El Jardín zoológico botánico de Mvog-Betsi;
- La Catedral de Notre-Dame-des-Victoires de Yaundé, situada en el centro de la ciudad;
- la Basílica María Reina de los Apóstoles de Mvolyé (santuario mariano en la colina de Mvolyé);
- El Centro Cultural Camerún ubicado en el distrito de Nlongkak;
- El mercado de Mokolo;
- El monumento a Charles Atangana ubicado en el centro de la ciudad;
- El ayuntamiento y monumentos circundantes, en el barrio del Hipódromo;
- El museo de arte camerunés en el monasterio benedictino de Mont Fébé;
- Las estelas del Dr. Eugène Jamot;
- La capilla EPC de Djoungolo;
- Le Bois Sainte-Anastasie ubicado en el centro de la ciudad;
- El Palacio de Congresos de Tsinga, que ofrece una panorámica de toda la ciudad;
- Monte Eloundem (suroeste de la ciudad).

## Personas destacadas
Deportistas
- Achille Emana (1982-), futbolista.
- Alain N'Kong (1979-), futbolista.
- Breel Embolo (1997-), futbolista.
- Fabrice Olinga (1996-), futbolista.
- Françoise Mbango Etone (1976-), atleta.
- Jean Makoun (1983-), futbolista.
- Joel Embiid (1994-), jugador de baloncesto.
- Luc Bessala (1985-), futbolista.
- Luc Mbah a Moute (1986-), jugador de baloncesto.
- Modeste M'Bami (1982-), futbolista.
- Nicolas N'Koulou (1990-), futbolista.
- Oyié Flavié (1973-), futbolista.
- Roger Milla (1952-), futbolista.
- Samuel Umtiti (1993-), futbolista.
- Stéphane M'Bia (1986-), futbolista.
- Vincent Aboubakar (1992-), futbolista.

## Galería de imágenes

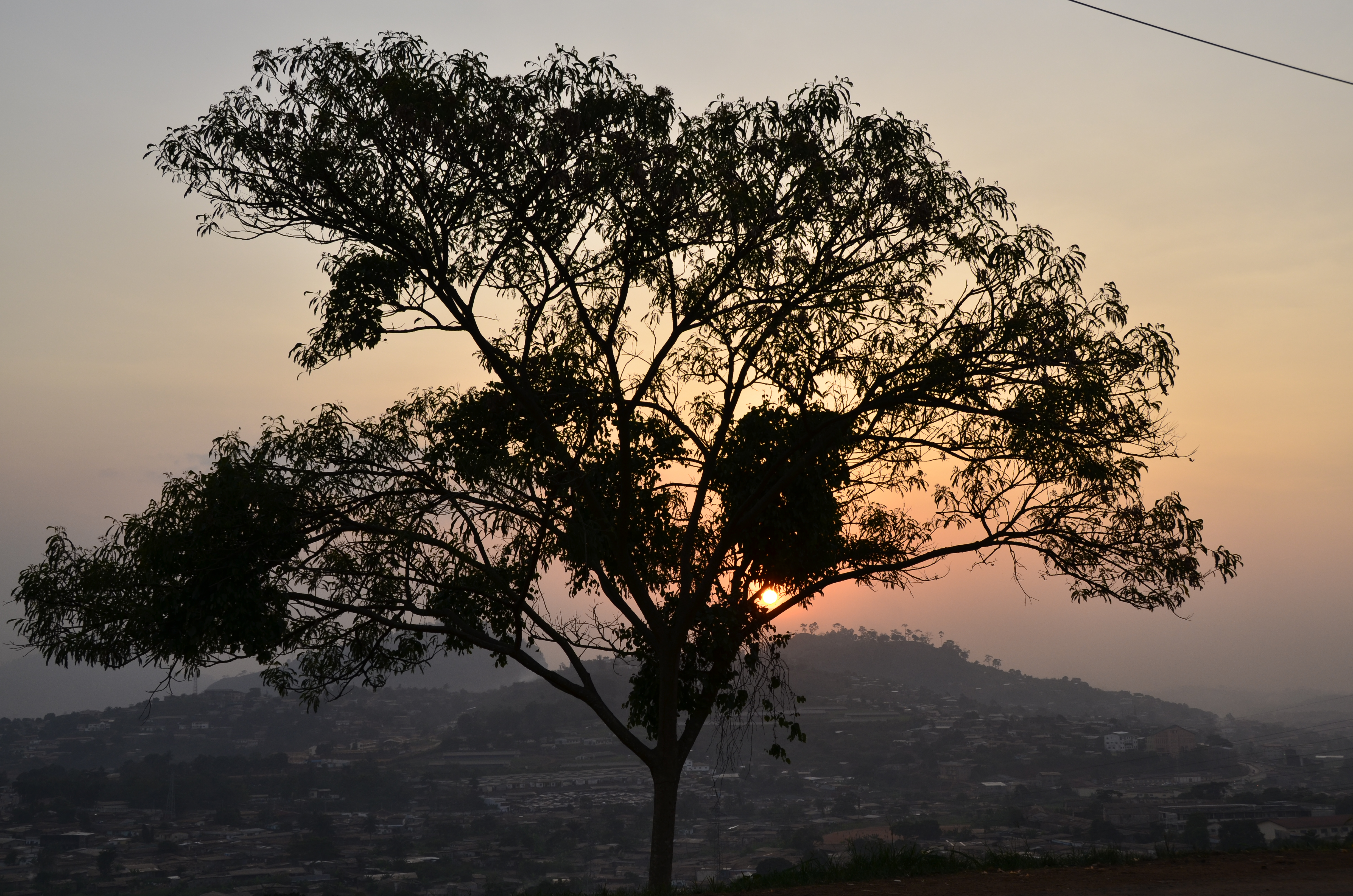
Puesta de sol sobre Yaundé, la ciudad de las siete colinas.
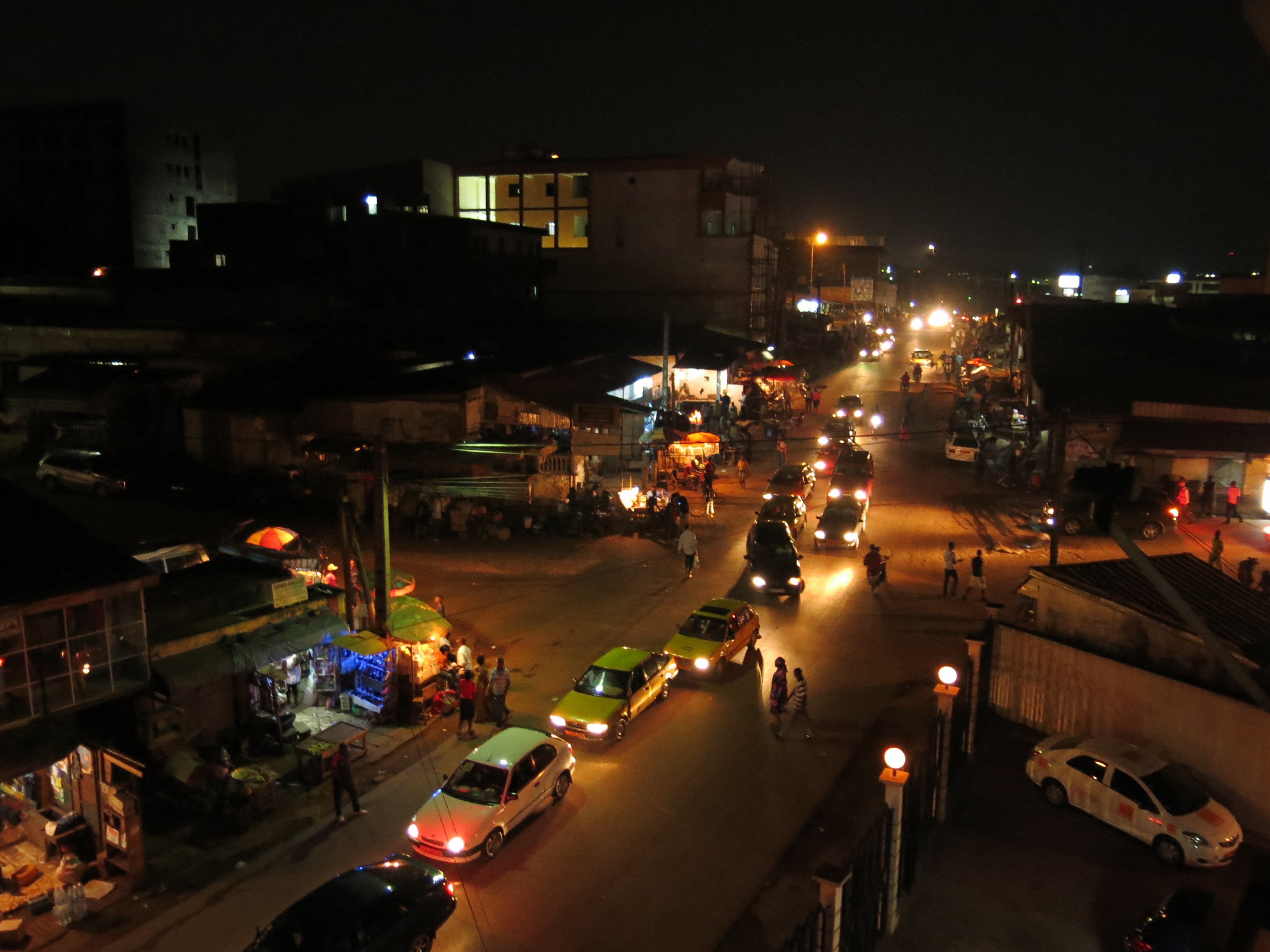
Yaundé de noche.
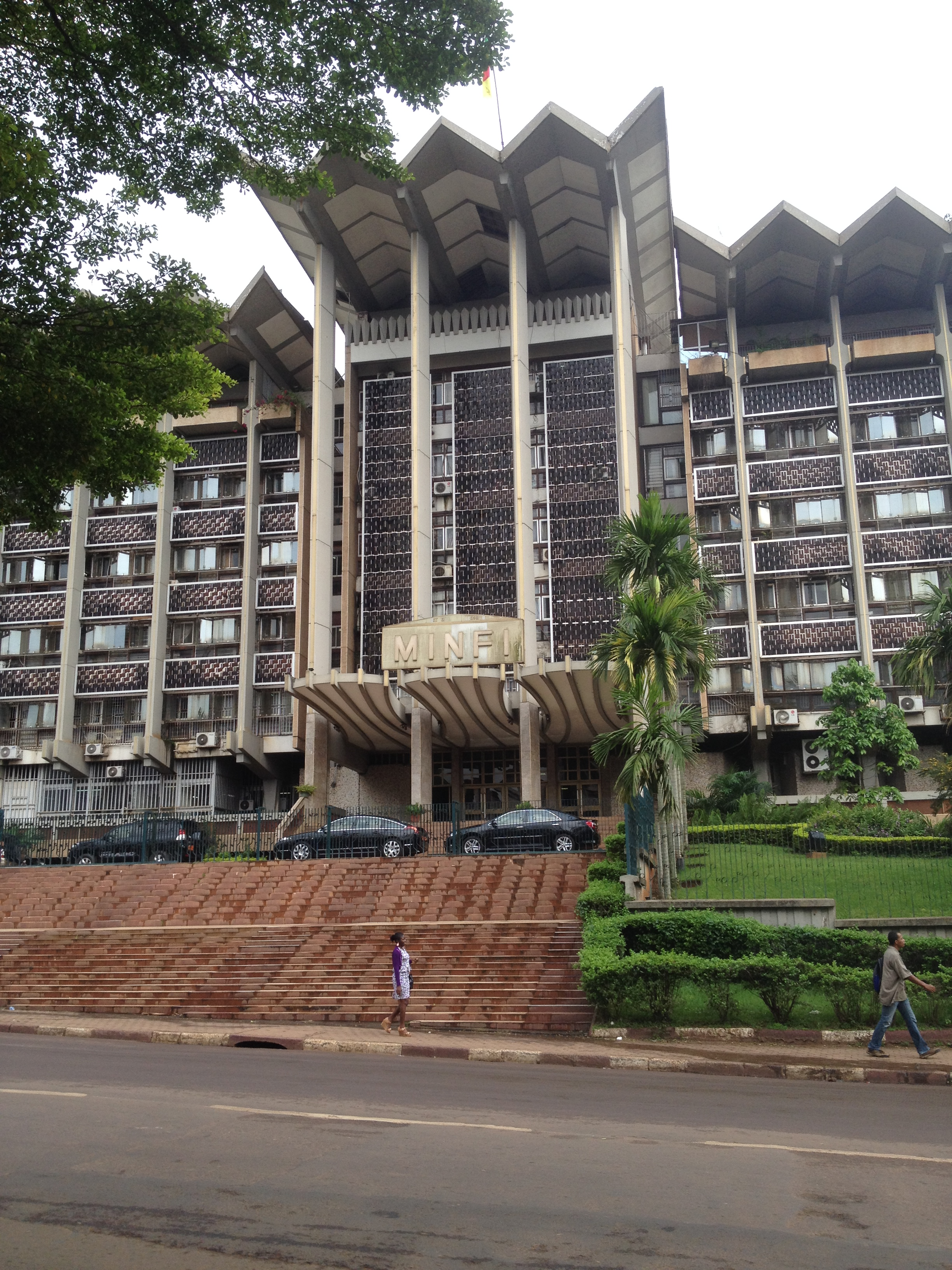
El Ministerio de Hacienda.
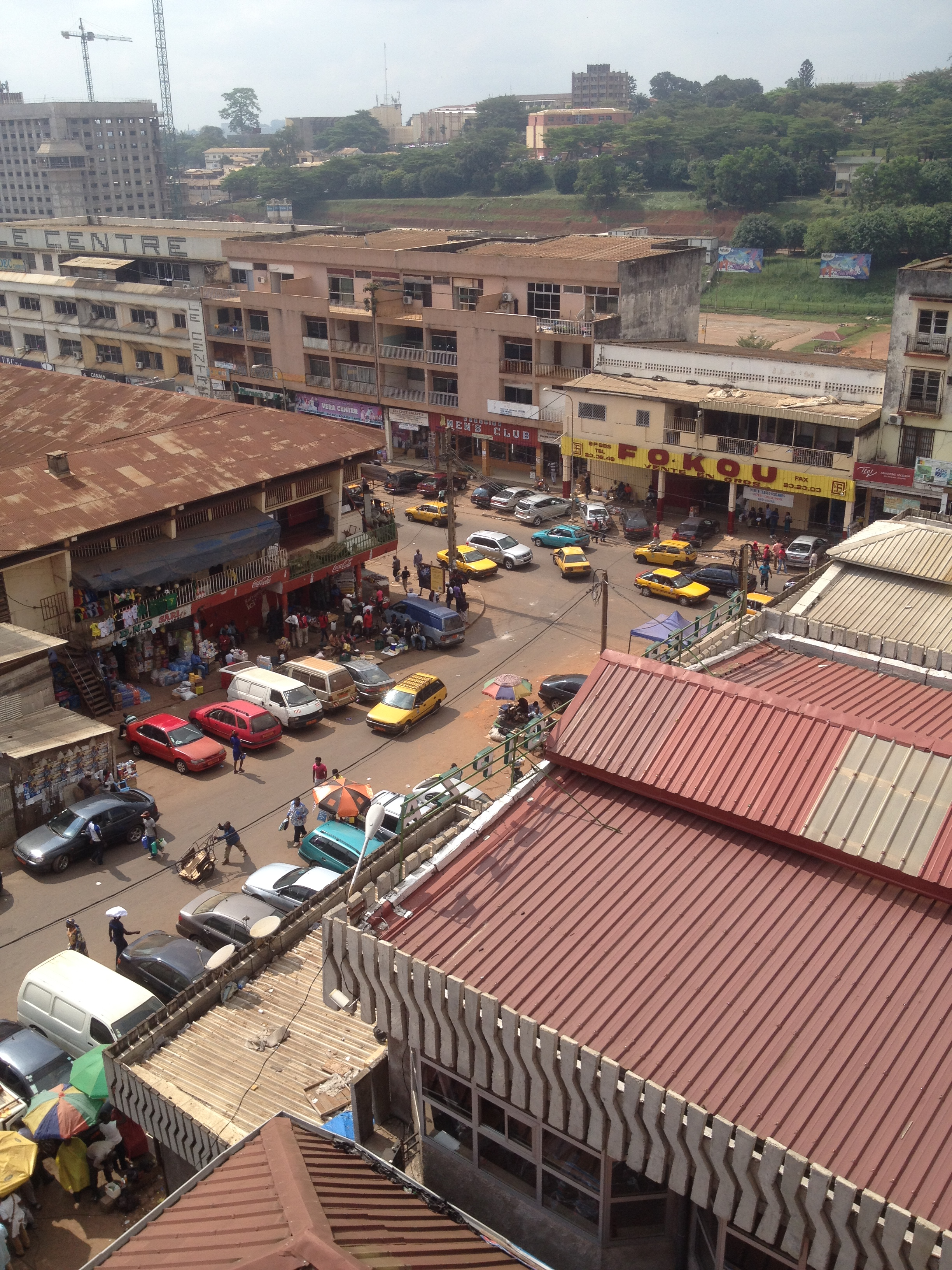
Una calle muy transitada en el centro de la ciudad.
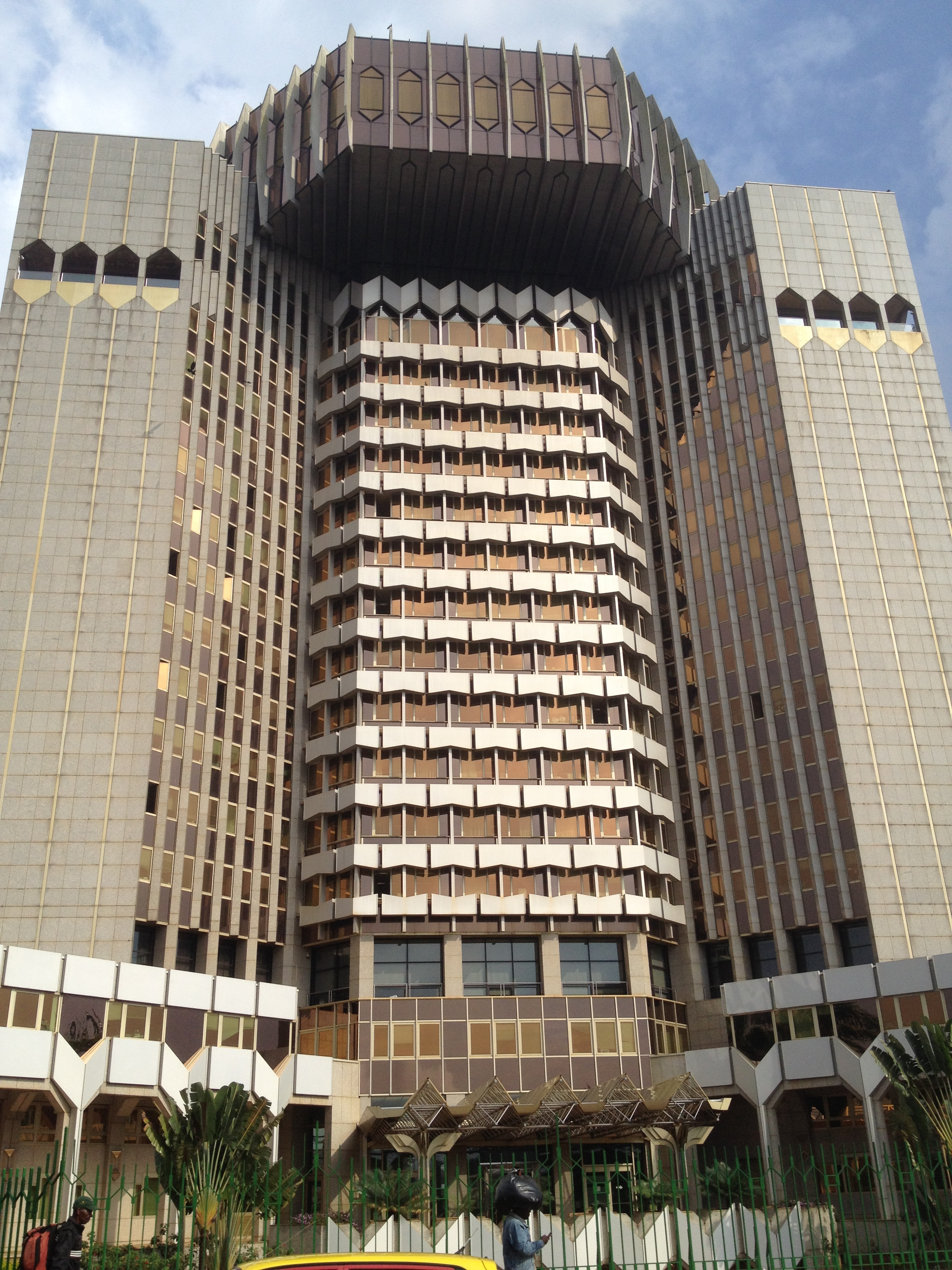
La sede del Banco de los Estados de África Central.
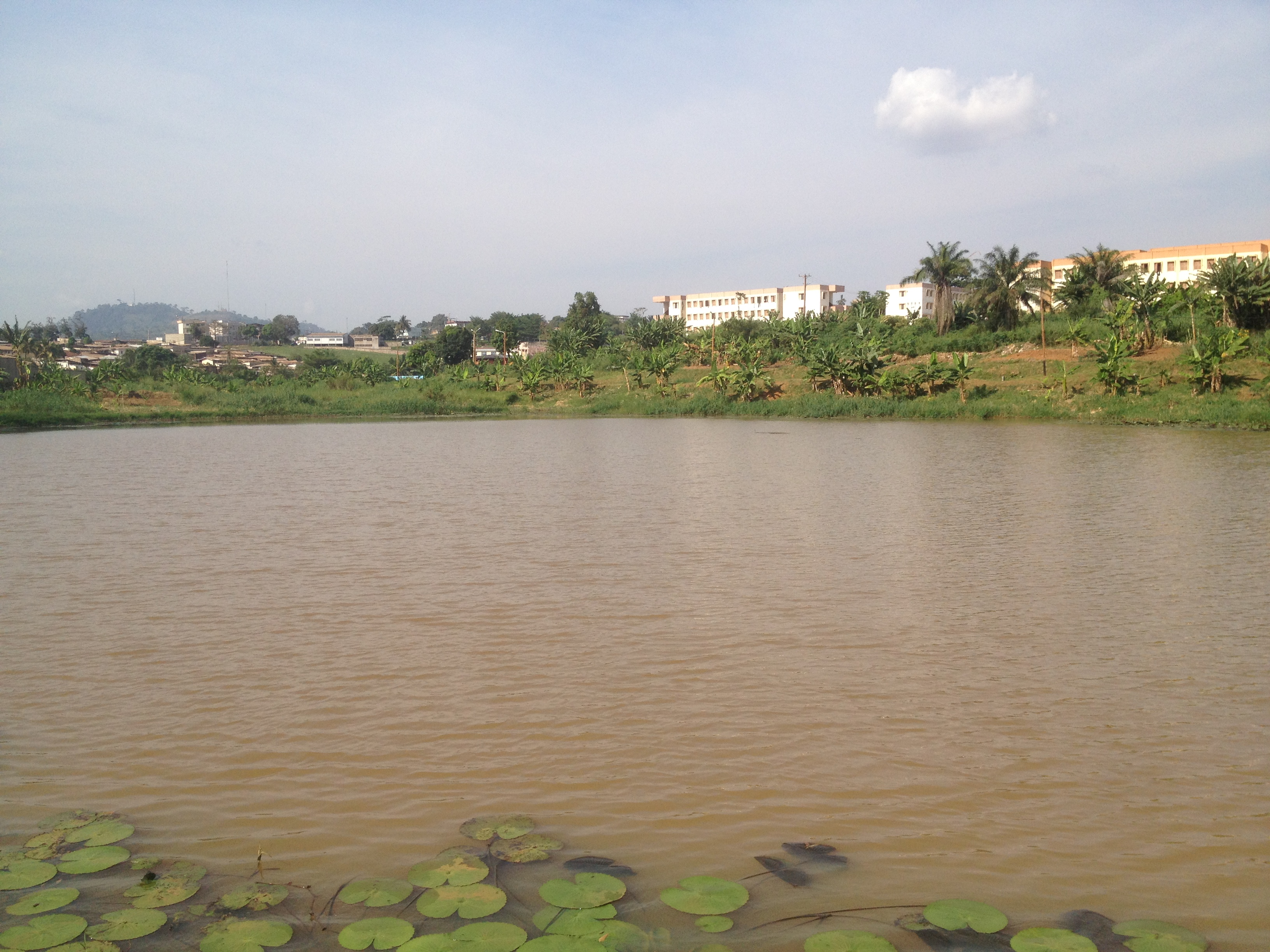
El lago de Bonamoussadi.
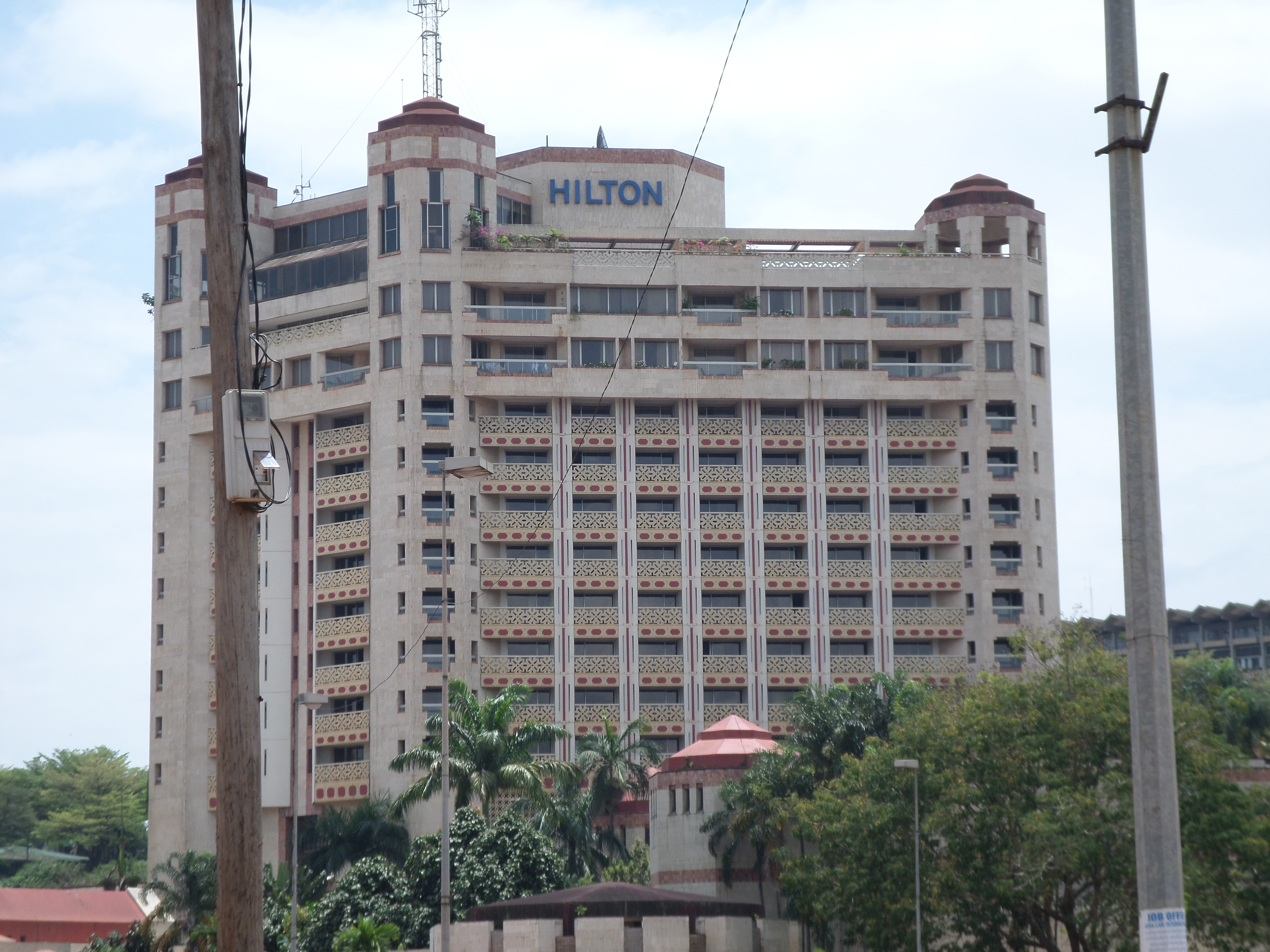
Hotel Hilton Yaundé.
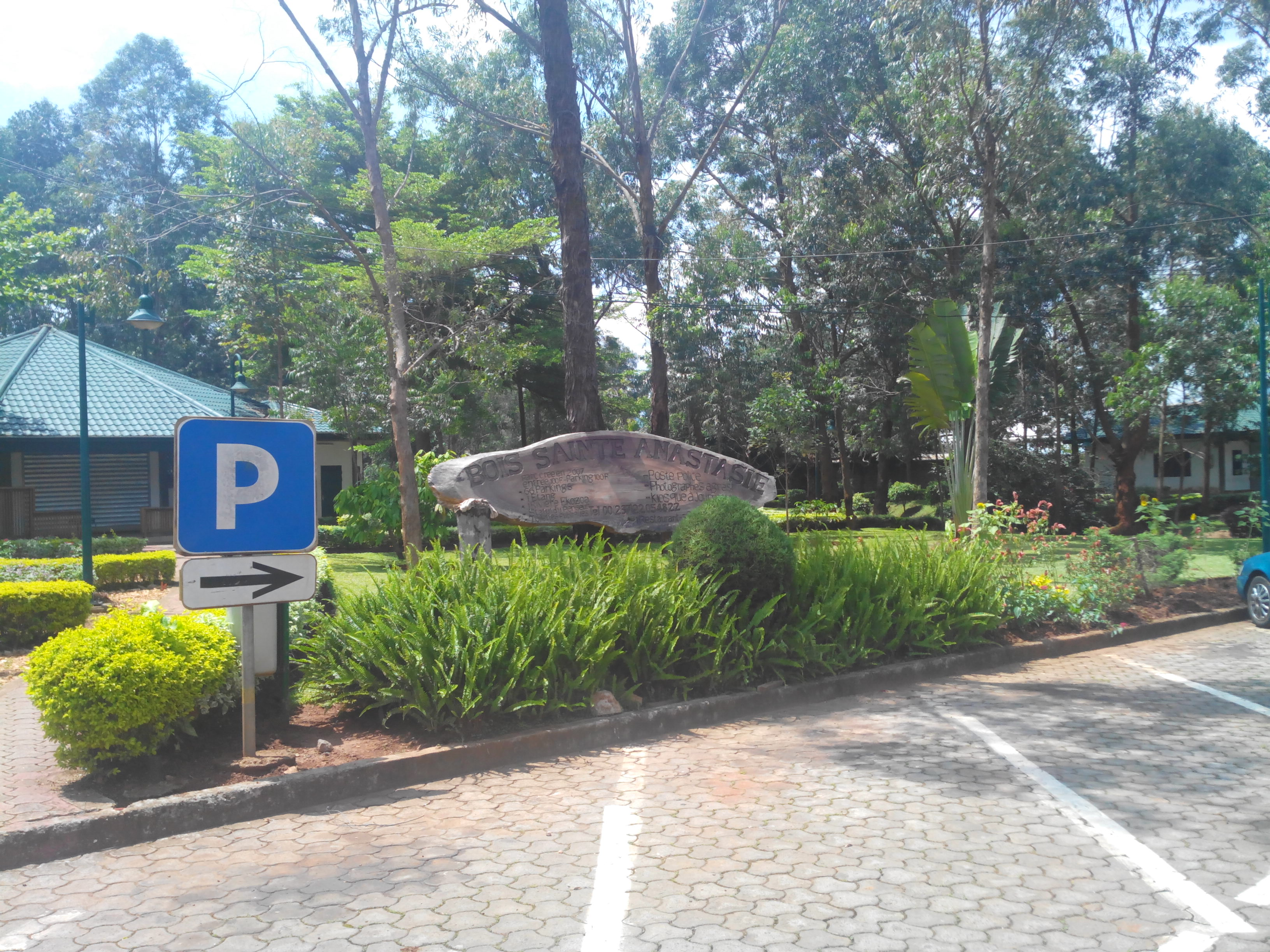
Entrada al bosque Sainte-Anastasie.
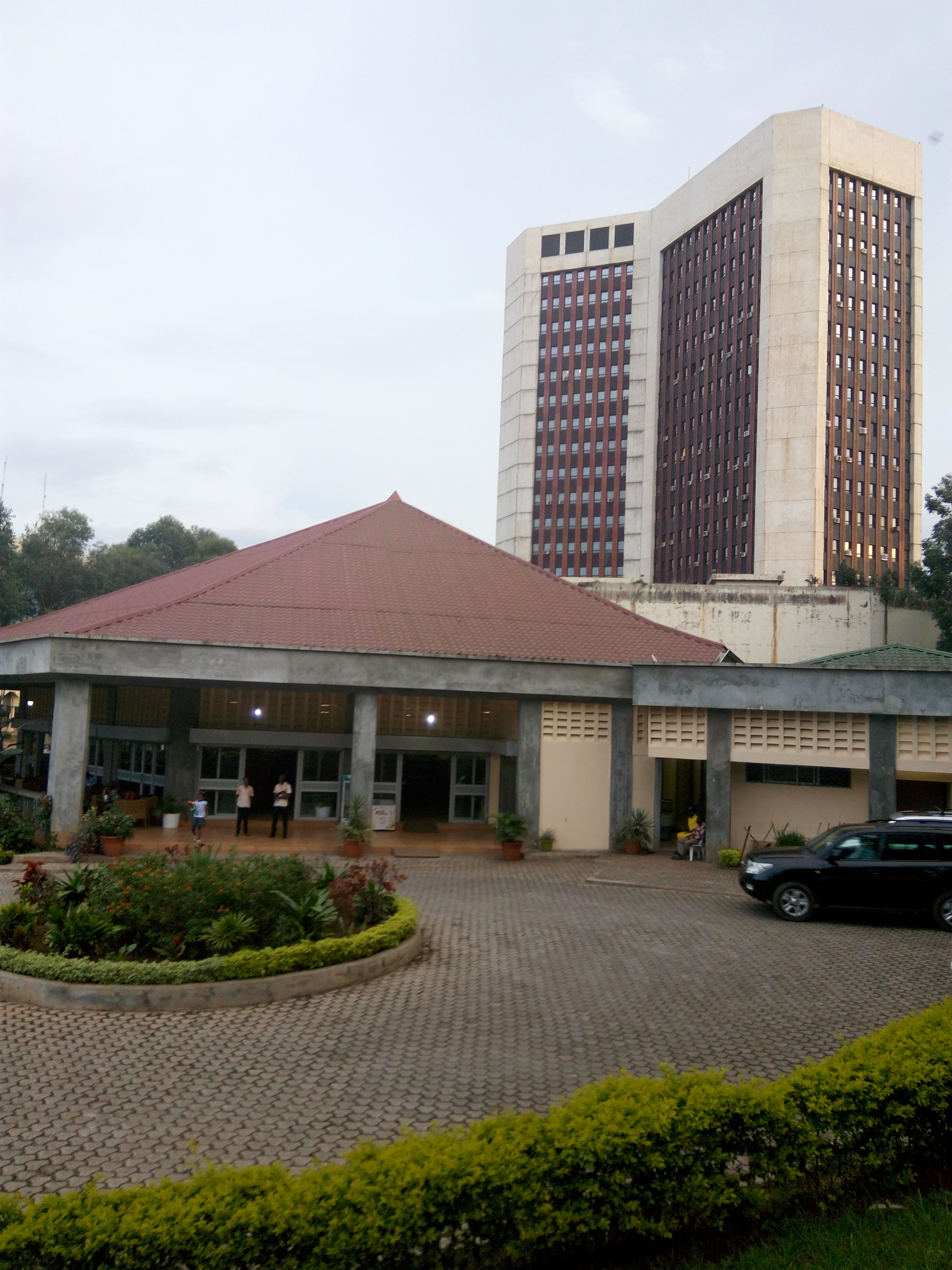
Les Cascades de Mfoundi. Un gran restaurante y lugar de entretenimiento.